# Ferranti Mark I
Ferranti Mark I, Ferranti Star – pierwszy komputer we współczesnym znaczeniu tego terminu, sprzedany w Wielkiej Brytanii. Był to ten sam projekt co w przypadku maszyny prof. Frederica Callanda Williamsa Small-Scale Experimental Machine (baby), ale znacznie zminiaturyzowany. Maszyna została sprzedana w 1949 r., ale dostarczona na uniwersytet w Manchesterze dopiero w 1951 r.